# Never Let Me Down (singolo)
Never Let Me Down è un brano musicale del 1987 scritto dal cantautore inglese David Bowie e da Carlos Alomar, title track dell'omonimo album di Bowie. La traccia fu pubblicata come terzo singolo estratto dall'album.
Il 45 giri fallì l'entrata nella top 10 dei singoli dovunque fu pubblicato, raggiungendo come miglior risultato la posizione numero 15 negli Stati Uniti.
Bowie eseguì la canzone sulla BBC a Top of the Pops il 16 settembre 1987, e la sua performance venne trasmessa nel corso della prima puntata della versione statunitense dello show.

## Il brano
Bowie descrisse la canzone come un brano "cardine" per lui, definendola la composizione più personale che avesse mai scritto per un album fino ad allora. La traccia parla dell'assistente personale di Bowie, Coco Schwab. Bowie scrisse la canzone come un diretto riferimento ai suoi rapporti con Coco:
(David Bowie)
Bowie non era convinto della sua prima stesura del brano, che riteneva "pesante e funerea". Il collaboratore di lungo corso Carlos Alomar gli venne in aiuto lavorando sugli accordi del pezzo fino ad arrivare alla versione finale, che venne incisa in un solo giorno durante l'ultima settimana del mixaggio del disco ai Power Station studios di New York all'inizio del 1987. Per Never Let Me Down, Bowie confermò anche di essersi ispirato allo stile vocale di John Lennon.

## Videoclip
Bowie affidò la produzione del video musicale al regista francese Jean-Baptiste Mondino. Circa il video, Bowie disse che si trattava di un esperimento, e che si affidava alla visione di Mondino perché se avesse girato lui il video sarebbe stato troppo "abrasivo".
Il video, ambientato in uno scenario da sogno idealizzato in stile anni cinquanta, descrive il protagonista impiegato in una gara di ballo-maratona.

## Tracce singolo
- Never Let Me Down scritta da Bowie/Alomar, '87 and Cry scritta da Bowie
- Alcune versioni indicano '87 and Cry (Single Version) mentre altre '87 and Cry (Edit); ma sono la stessa identica traccia

7" EMI America / EA 239 / EAP 239 (UK)
1. Never Let Me Down (Single Version) – 3:58
2. '87 and Cry (Single Version) – 3:53

MC EMI America / TCEA 239 (UK)
1. Never Let Me Down (Single Version) – 3:58
2. Day-In Day-Out (Groucho Mix) - 6:28
3. Time Will Crawl (Extended Dance Mix) - 6:00
4. '87 and Cry (Edit) – 3:53

12" EMI America / 12EA 239 (UK)
1. Never Let Me Down (Extended Dance Mix) – 7:00
2. '87 and Cry (Edit) - 4:18
3. Never Let Me Down (Dub) – 3:55
4. Never Let Me Down (A Cappella) – 2:03

- '87 and Cry venne eliminata in alcune versioni 12".

12" EMI / V-19255 (US)
1. Never Let Me Down (Extended Dance Remix) – 7:00
2. Never Let Me Down (7" Remix Edit) - 3:58
3. Never Let Me Down (Dub) - 3:55
4. Never Let Me Down (A Capella) - 2:03
5. Never Let Me Down (Instrumental) - 4:00
6. '87 and Cry (Edit) - 3:53

CD Toshiba-EMI / CP20-5520 (Giappone)
1. Never Let Me Down (Extended Dance mix) - 7:01
2. Never Let Me Down (7" remix) - 3:58
3. Never Let Me Down (Dub) - 3:55
4. Never Let Me Down (A Cappella) - 2:03
5. Never Let Me Down (Instrumental) - 4:00
6. '87 and Cry (Edit) - 3:53

CD EMI America / DPRO-31352 (US)
1. Never Let Me Down (Edit)
2. Never Let Me Down (Extended Dance Mix) - 7:01
3. Never Let Me Down (Dub) - 3:55
4. Never Let Me Down (A Cappella) - 2:03
5. Never Let Me Down (Instrumental) - 4:03
6. Never Let Me Down (LP version)

- Promo CD

Download EMI / iEA239 (UK) - 2007
1. Never Let Me Down (Single Version)  – 3:58
2. '87 and Cry (Edit) – 3:53
3. Never Let Me Down (Extended Dance mix) - 6:11
4. Never Let Me Down (Dub / A Cappella) - 5:57
5. Shining Star (12" Mix) - 6:27

## Formazione
Produzione
- David Bowie
- David Richards

Musicisti
- David Bowie: Voce
- Carlos Alomar: Chitarra
- Erdal Kizilcay: Basso, batteria, tastiere
- "Crusher" Bennett: Percussioni

Musicisti supplementari
- (nelle versioni Single Version, Extended Dance Mix, Dub e A cappella)
- David Eiland: Sax contralto
- Steve Hodge: Tastiere
- Spencer Bernard: Sintetizzatori

## Cover
- Birth Marc - Ashes to Ashes: A Tribute to David Bowie (1998)